# A1 Grand Prix

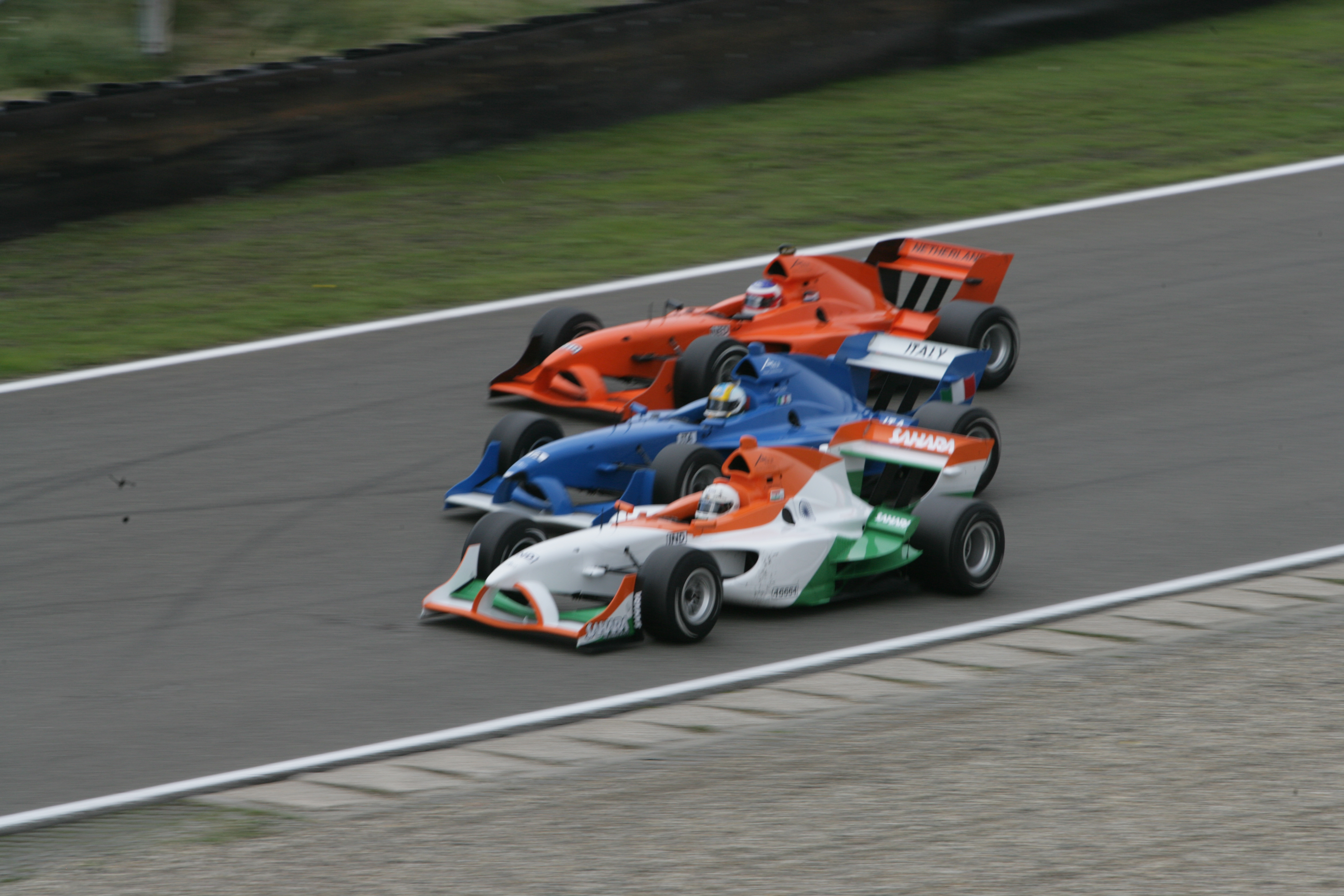
Fej-fej mellett: Hollandia, Olaszország és India

Az A1 Grand Prix egy formaautó-versenysorozat volt, mely 2005-ben vette kezdetét, de csak 4 szezont ért meg. Ellentétben más autóverseny-sorozatokkal, itt a versenyzők nem egy gyártót képviseltek, hanem saját nemzetüket.

## Történet
| Szezon  | Modell        | Motor         | Abroncs       | Versenyek     | Csapatok      | Versenyzők    | Bajnok                  | 2.                  | 3.                           |
| ------- | ------------- | ------------- | ------------- | ------------- | ------------- | ------------- | ----------------------- | ------------------- | ---------------------------- |
| 2005-06 | Lola          | Zytek         | Cooper Avon   | 11            | 25            | 58            | Franciaország (172pont) | Svájc (121pont)     | Egyesült Királyság (97pont)  |
| 2006-07 | Lola          | Zytek         | Cooper Avon   | 11            | 24            | 61            | Németország (128pont)   | Új-Zéland (93pont)  | Egyesült Királyság (92pont)  |
| 2007-08 | Lola          | Zytek         | Cooper Avon   | 10            | 22            | 46            | Svájc (168pont)         | Új-Zéland (127pont) | Egyesült Királyság (126pont) |
| 2008-09 | Lola          | Ferrari       | Michelin      | 7             | 21            | 36            | Írország (112 pont)     | Svájc (95 pont)     | Portugália (92 pont)         |
| 2009-10 | törölt szezon | törölt szezon | törölt szezon | törölt szezon | törölt szezon | törölt szezon | törölt szezon           | törölt szezon       | törölt szezon                |

## Csapatok
| Afrika                    | Amerika                            | Ázsia                                                                                       | Európa | Óceánia                  |
| ------------------------- | ---------------------------------- | ------------------------------------------------------------------------------------------- | --- | ------------------------ |
| - Dél-afrikai Köztársaság | - Brazília - Kanada - Mexikó - USA | - Kína - India - Indonézia - Dél-Korea - Japán - Libanon - Malajzia - Pakisztán - Szingapúr | - Ausztria - Cseh Köztársaság - Franciaország - Németország - Egyesült Királyság - Görögország - Monaco - Írország - Olaszország - Hollandia - Portugália - Oroszország - Svájc | - Ausztrália - Új-Zéland |

## Díjazás
| Helyezés        | Pont | Pénz     | Pénz     |
| Helyezés        | Pont | Sprint   | Feature  |
| --------------- | ---- | -------- | -------- |
| 1               | 15   | $100 000 | $200 000 |
| 2               | 12   | $70 000  | $130 000 |
| 3               | 10   | $50 000  | $100 000 |
| 4               | 8    | $35 000  | $75 000  |
| 5               | 6    | $30 000  | $50 000  |
| 6               | 5    | $20 000  | $40 000  |
| 7               | 4    | $15 000  | $25 000  |
| 8               | 3    | $10 000  | $20 000  |
| 9               | 2    | $7000    | $13 000  |
| 10              | 1    | $3000    | $7000    |
| Leggyorsabb kör | 1    |          |          |